# 漢福斯球會
漢福斯球會（挪威語：Hønefoss Ballklubb）是挪威的足球俱樂部。位於赫讷福斯。球隊目前參加挪威丙級足球聯賽賽事。

## 外部連結
- 官方网站
- Fosseberget – Supporter club （页面存档备份，存于）